# The Trial (Pink Floyd)
«The Trial» (de l'anglès, "La Prova" o "El Judici") és una cançó conceptual d'òpera rock, art rock, rock simfònic i rock progressiu del grup britànic Pink Floyd. Va ser composta i escrita principalment per Roger Waters i Bob Ezrin, i inclosa al seu onzè àlbum, The Wall, sent la sisena cançó de la cara B del segon disc, és a dir, la penúltima de tot l'àlbum. Té una duració de 5 minuts i 18 segons.

## Composició
El tema destaca pel distintiu treball de veu de Waters, així com pel seu estil musical grandiós, més semblant a una opereta que a una cançó de rock: està completament orquestrat, sense elements tradicionals de rock, fins que comença la guitarra de David Gilmour i la intensa bateria de Nick Mason, al mateix temps que es pronuncia el veredicte del jutge.
Musicalment, l'estructura de «The Trial» és similar a una pista anterior de l'àlbum, «Run Like Hell», amb la mateixa seqüència d'acords de Mi menor, Fa, de nou Mi menor, Do i Si. No obstant això, hi ha diverses diferències entre les dues cançons, com una instrumentació molt diferent. A l'últim vers (el veredicte del jutge), entra la guitarra elèctrica distorsionada ja esmentada, que toca un fil conductor de l'àlbum, un riff escoltat per primera vegada a «Another Brick In The Wall», i, més recentment a The Wall, a l'outro de «Waiting For The Worms».

## Trama
Aquesta cançó és precedida pel tema «Stop», on Roger Waters parla sobre estar tancat psicològicament en una cel·la per a saber si és culpable (no parla específicament de què, només planteja si és culpable o no). A «The Trial», Pink (protagonista fictici de The Wall) és acusat de ser vist in fraganti mostrant sentiments humans.També sorgeixen diversos personatges que es troben durant tot l'àlbum, per exemple el mestre, la dona i la mare de Pink, els quals són anomenats a l'estrada. La cançó finalitza quan el Jutge de la Cort ordena derrocar el Mur ("wall") i obliga a Pink a socialitzar i viure la vida real.

## Personal
- Roger Waters: Veus[5]
- Nick Mason: Bombo i plats
- David Gilmour: Guitarres, baix elèctric

- Richard Wright: Piano
- Vicki Brown i Clare Torry: Cors
- Frank Marocco: Concertina
- Larry Williams: Clarinet
- Trevor Veitch: Mandolina
- New York Orchestra dirigida per Michael Kamen: Orquestra[6]